# Cosa nostra
„Cosa nostra“ (it. Naše věc) je jméno používané pro sicilskou mafii působící na území Spojených států. Zde se většinou používá označení „Cosa nostra“, což bývá chápáno také jako synonymum mafie.,
Pojem „Cosa nostra“ však může znamenat také pouze mafii v Itálii, resp. na Sicílii. „Cosa nostra“, ať už se jedná o americkou nebo sicilskou mafii, je rozdělená do jednotlivých klanů (tzv. rodin), v jejichž vedení stojí vždy Boss (Don).
Hierarchie obou skupin je popsána v článku Mafie.

## Italská„Cosa nostra“
Italská „Cosa nostra“ je považována za největší a nejsilnější mafiánskou organizaci v Evropě. Její hlavní sídlo je na Sicílii. Klan (rodina) se neskládá pouze z rodinných příslušníků, ale z lidí vedených jedním Donem (hlavou rodiny), kteří kontrolují určité teritorium.
Sicilská mafie má kořeny v době, kdy Sicílii okupovali Arabové a později Francouzi. Tehdy se začaly kvůli obraně zakládat ozbrojené skupiny. Takové skupiny vznikaly i v 19. století, kdy chránily majetek bohatých velkostatkářů před revoltou sedláků. Sicílie byla daleko od vlády sídlící v Římě, a tak měla mafie volné pole působnosti.
Velký podíl na boji proti Cosa Nostře v Itálii měli soudci Giovanni Falcone a Paolo Borsellino.

## Americká„Cosa nostra“
Mezi italskými imigranty, kteří na konci 19. století ve velkých vlnách přicházeli do Spojených států amerických, se nacházelo i nemalé množství zločinců, kteří brzy pochopili, že mohou vydírat vlastní krajany ve čtvrtích s početnou italskou komunitou. K tomu docházelo zejména ve městech jako New York, Chicago a New Orleans.
Postupem času gangy převzaly kontrolu nad celými městskými čtvrtěmi, kde si vytvořily vlastní struktury moci. Z těchto zločineckých skupin se pak postupně zformovala organizovaná mafie, jak ji známe dnes.
Její rozkvět nastal za období prohibice (mezi lety 1920–1933). Alkohol se pašoval z Kanady, Mexika nebo Skotska. Alkohol se také tajně vyráběl, jeho kvalita však byla velmi nízká a často vedla k otravám.
V New Yorku v letech 1930–1931 probíhal ryze sicilský konflikt (Castellamarská válka), který vyvrcholil založením pěti klanů (rodin). Obdobné klany se pak zakládaly také v ostatních amerických městech, např. ve Philadelphii, Bostonu, New Orleans, Dallasu, Detroitu nebo Kansas City. Dnes je mafie aktivní především v Chicagu a New Yorku. Do původní Cosa Nostry, která sdružovala pouze Sicilany, se postupně přiřazovali i členové dalších etnických skupin, např. Irové.
V roce 1970 vyšel v Americe zákon, který se měl stát zbraní proti mafii. Umožňoval podání žaloby v případě, kdy byla osoba v podezření, že patří k nějaké kriminální organizaci. To se stalo tehdy, když obviněný v průběhu deseti let spáchal dva z celkových 35 definovaných trestných činů se stejným cílem nebo výsledkem.
V současnosti porušuje mnoho mafiánů pravidlo omerty, když vypovídá proti svým společníkům, což usnadňuje vyšetřování a usvědčení pachatelů. Nejznámějším mafiánem v tomto směru se stal Tommaso Buscetta.
Mafie naopak těží z toho, že od roku 2001 se pozornost FBI obrátila k hrozbám teroristických útoků.